# بتشون
بتشون (بالإنجليزية: Bucheon)‏، هي مدينة تقع في مقاطعة غيونغي في كوريا الجنوبية وتقع المدينة بين من العاصمة سيئول و مدينة إنتشون وتبعد عن العاصمة سيئول 25 كلم يبلغ عدد سُكان المدينة 868,517 نسمة ومساحتها 53.44 كلم وكثافتها السُكانية 16,660.78 نسمة في الكيلو المتر المربع الواحد.

## توأمة
- أوكاياما، أوكاياما، اليابان
- هاربن، الصين
- كاواساكي، كاناغاوا، اليابان
- خاباروفسك، روسيا
- فالنزويلا، الفلبين
- بيكرسفيلد، كاليفورنيا

## أعلام
- بادا
- مونبيول
- كيم يون آه
- إي سنغ ريول
- نا هاي ريونغ